# Harry Cameron

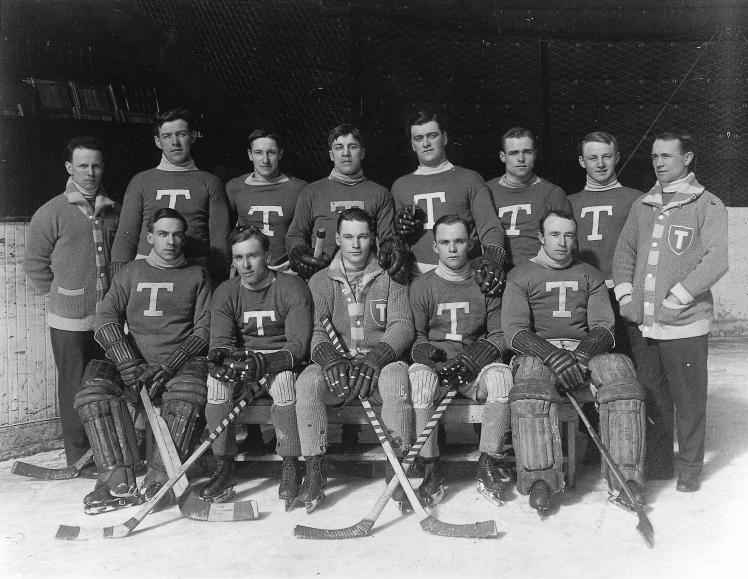
Toronto Blueshirts säsongen 1913–14. Harry Cameron sitter som andre spelare från höger i främre raden.

Harold Hugh "Harry" Cameron, född 6 februari 1890 i Pembroke, Ontario, död 20 oktober 1953 i Vancouver, var en kanadensisk professionell ishockeyspelare. Cameron spelade som back för Toronto Blueshirts, Montreal Wanderers, Toronto Arenas, Ottawa Senators, Montreal Canadiens, Toronto St. Patricks, Saskatoon Crescents, Saskatoon Sheiks, Minneapolis Millers och St. Louis Flyers åren 1912–1933.
Harry Cameron inledde ishockeykarriären 1908 med Pembroke Debaters och spelade tre säsonger med laget i Upper Ottawa Valley Hockey League. Säsongen 1910–11 fick han sällskap i klubben av Frank Nighbor. Pembroke vann Citizen Shield som mästare i Ottawa Valley Hockey League samma säsong sedan laget besegrat Vankleek Hill med 10-8.
Cameron vann tre Stanley Cup, med Toronto Blueshirts och Toronto Arenas säsongerna 1913–14 och 1917–18 samt med Toronto St. Patricks säsongen 1921–22.
1963 valdes Cameron posthumt in i Hockey Hall of Fame.

## Statistik
UOVHL = Upper Ottawa Valley Hockey League, PrHL = Prairie Hockey League, AHA = American Hockey Association
| 1908–09            | Pembroke Debaters     | UOVHL              | 6   | 13 | 0  | 13  | –   | –  | – | – | – | –  |
| 1909–10            | Pembroke Debaters     | UOVHL              | 8   | 17 | 0  | 17  | –   | –  | – | – | – | –  |
| 1910–11            | Pembroke Debaters     | UOVHL              | 6   | 9  | 1  | 10  | 8   | 2  | 4 | 4 | 8 | 0  |
| 1911–12            | Port Arthur Lake City | NOHL               | 15  | 6  | 0  | 6   | 48  | 2  | 2 | 0 | 2 | 0  |
| 1912–13            | Toronto Blueshirts    | NHA                | 20  | 9  | 0  | 9   | 20  | –  | – | – | – | –  |
| 1913–14            | Toronto Blueshirts    | NHA                | 19  | 15 | 4  | 19  | 22  | 2  | 0 | 2 | 2 | 6  |
|                    |                       | Stanley Cup        |     |    |    |     |     | 3  | 1 | 0 | 1 | 4  |
| 1914–15            | Toronto Blueshirts    | NHA                | 17  | 12 | 8  | 20  | 43  | –  | – | – | – | –  |
| 1915–16            | Toronto Blueshirts    | NHA                | 24  | 8  | 3  | 11  | 70  | –  | – | – | – | –  |
| 1916–17            | Toronto Blueshirts    | NHA                | 14  | 8  | 4  | 12  | 20  | –  | – | – | – | –  |
|                    | Montreal Wanderers    | NHA                | 6   | 1  | 1  | 2   | 9   | –  | – | – | – | –  |
| 1917–18            | Toronto Arenas        | NHL                | 21  | 17 | 10 | 27  | 28  | 2  | 1 | 2 | 3 | 0  |
|                    |                       | Stanley Cup        |     |    |    |     |     | 5  | 3 | 1 | 4 | 12 |
| 1918–19            | Toronto Arenas        | NHL                | 7   | 6  | 2  | 8   | 9   | —  | — | — | — | —  |
|                    | Ottawa Senators       | NHL                | 7   | 5  | 1  | 6   | 26  | 5  | 4 | 0 | 4 | 6  |
| 1919–20            | Toronto St. Patricks  | NHL                | 7   | 3  | 0  | 3   | 6   | —  | — | — | — | —  |
|                    | Montreal Canadiens    | NHL                | 16  | 12 | 5  | 17  | 36  | —  | — | — | — | —  |
| 1920–21            | Toronto St. Patricks  | NHL                | 24  | 18 | 9  | 27  | 35  | 2  | 0 | 0 | 0 | 2  |
| 1921–22            | Toronto St. Patricks  | NHL                | 24  | 18 | 17 | 35  | 22  | 2  | 0 | 2 | 2 | 8  |
|                    |                       | Stanley Cup        |     |    |    |     |     | 4  | 0 | 2 | 2 | 14 |
| 1922–23            | Toronto St. Patricks  | NHL                | 22  | 9  | 7  | 16  | 27  | —  | — | — | — | —  |
| 1923–24            | Saskatoon Crescents   | WCHL               | 29  | 10 | 10 | 20  | 16  | –  | – | – | – | –  |
| 1924–25            | Saskatoon Sheiks      | WCHL               | 28  | 13 | 7  | 20  | 21  | 2  | 1 | 0 | 1 | 0  |
| 1925–26            | Saskatoon Sheiks      | WHL                | 30  | 9  | 3  | 12  | 12  | 2  | 0 | 0 | 0 | 0  |
| 1926–27            | Saskatoon Sheiks      | PrHL               | 31  | 26 | 19 | 45  | 20  | 4  | 1 | 0 | 1 | 4  |
| 1927–28            | Minneapolis Millers   | AHA                | 19  | 2  | 3  | 5   | 32  | –  | – | – | – | –  |
| 1928–29            | St. Louis Flyers      | AHA                | 34  | 14 | 3  | 17  | 30  | –  | – | – | – | –  |
| 1929–30            | St. Louis Flyers      | AHA                | 46  | 14 | 6  | 20  | 34  | –  | – | – | – | –  |
| 1930–31            | St. Louis Flyers      | AHA                | 37  | 4  | 3  | 7   | 30  | –  | – | – | – | –  |
| 1932–33            | Saskatoon Crescents   | WCHL               | 9   | 0  | 0  | 0   | 4   | –  | – | – | – | –  |
| NHA totalt         | NHA totalt            | NHA totalt         | 100 | 53 | 20 | 73  | 184 | 2  | 0 | 2 | 2 | 6  |
| NHL totalt         | NHL totalt            | NHL totalt         | 128 | 88 | 51 | 139 | 189 | 11 | 5 | 4 | 9 | 16 |
| Stanley Cup totalt | Stanley Cup totalt    | Stanley Cup totalt |     |    |    |     |     | 12 | 4 | 3 | 7 | 30 |